# Gerhard Kehnscherper
Gerhard Carl Martin Kehnscherper (* 16. November 1903 in Bromberg; † 4. August 1988 in Ribnitz-Damgarten) war ein deutscher evangelischer Theologe und Schriftsteller. Er liegt auf dem Schifferfriedhof zu Ahrenshoop begraben.

## Leben
Kehnscherper war 1920 Mitglied der Einwohnerwehr in Danzig. Er studierte Evangelische Theologie an den Universitäten Berlin und Tübingen. In Berlin wurde er Mitglied im Verein Deutscher Studenten. 1927 promovierte er in Berlin bei Reinhold Seeberg mit der Dissertation Gott und göttliche Offenbarung in der dialektischen Theologie Karl Barths.
Nach einer Zeit in Brasilien, wo 1929 in Rio de Janeiro sein Sohn Günther geboren wurde, war er von 1929 bis 1934 Pfarrer in Zechlin. Zum 1. Mai 1933 trat er in die NSDAP ein (Mitgliedsnummer 2.775.969) und wurde Mitglied des Bundes nationalsozialistischer Pfarrer. 1935 wurde allerdings Kehnscherpers Aufnahme in die Partei wegen Gefährdung der Geschlossenheit und Parteidisziplin durch seine kritische Rosenberg-Schrift Mythos des Blutes? (s. u.) abgelehnt. Er blieb aber Mitglied der Reichsschrifttumskammer.
Von 1934 bis 1946 war er als Vorstandsmitglied des Evangelischen Diakonievereins in Berlin-Zehlendorf tätig. Daneben betätigte er sich in seiner Freizeit als Schriftsteller.
Nach der Rückkehr aus der Kriegsgefangenschaft und kurzzeitiger Tätigkeit als Reisepfarrer wurde er 1946 Pfarrer in Bad Freienwalde. Dieses Amt übte er bis 1951 aus. Ab Februar 1950 war er ernanntes Mitglied des Nationalrats der Nationalen Front (DDR). Wegen einer Reihe von Artikeln, in denen er westdeutsche Kirchenvertreter scharf im Sinne der Kirchenpolitik der SED angriff, eröffnete die Evangelische Kirche Berlin-Brandenburg gegen ihn 1953 ein Disziplinarverfahren, das mit seiner Entfernung aus dem Pfarrdienst und dem Verlust der Ordinationsrechte endete. Danach war er bis 1958 staatlich angestellter Prediger und Dozent für Kirchengeschichte an der Allgemeinwissenschaftlichen Fakultät der Pädagogischen Hochschule Potsdam. An dieser Hochschule promovierte er 1955 mit der Arbeit Die Stellung der alten christlichen Kirche zur Sklaverei. Im gleichen Jahr trat er der CDU der DDR bei.
1958 erhielt Kehnscherper die Berufung zum Professor für Angewandte Theologie verbunden mit einem Lehrauftrag an der Ernst-Moritz-Arndt-Universität Greifswald. 1962 erfolgte seine Ernennung zum Professor mit vollem Lehrauftrag, und 1967 erhielt er die Berufung zum Professor mit Lehrstuhl. Von 1967 bis zu seiner Emeritierung 1969 war er ferner als Prodekan der Theologischen Fakultät tätig.
Für die CDU war er von 1954 bis 1958 Abgeordneter des Bezirkstags Potsdam und anschließend bis 1968 in Rostock. Ferner war er Mitglied des Deutschen Friedensrates, arbeitete im dortigen Christlichen Arbeitskreis mit und verstand sich als Friedenspfarrer. Seit ihren Anfängen arbeitete er auch in der Christlichen Friedenskonferenz mit.

## Werke (Auswahl)
- Mythos des Blutes? Jesus Christus! Eine Auseinandersetzung mit der nordischen Glaubensbewegung, Potsdam, Stiftungsverlag, o. J. [1935]
- Deutscher Glaube, Potsdam 1935
- Ich bin getauft – eine Christenlehre, Witten, Westdeutscher Lutherverlag GmbH, 1939
- Dein Kind und die heilige Taufe, Berlin, 1939
- Die Stellung der Bibel und der alten christlichen Kirche zur Sklaverei, eine biblische und kirchengeschichtliche Untersuchung von den alttestamentlichen Propheten bis zum Ende des Römischen Reiches, Halle, Max Niemeyer Verlag, 1957
- Die Wiederbesetzung des Patriarchats Moskau, Berlin, 1957

## Ehrungen
- 1955 Silbermedaille für die Stärkung der Friedensbewegung
- 1956 Ernst-Moritz-Arndt-Medaille
- 1959 Verdienstmedaille der DDR
- 1963 Vaterländischer Verdienstorden in Bronze
- Otto-Nuschke-Ehrenzeichen in Silber
- Deutsche Friedensmedaille in Gold des Friedensrates der DDR